# François Jalras
François Jalras, né le 10 mai 1750 à Albi (Tarn), mort le 16 avril 1817 à Paris, est un général de brigade français du Premier Empire.

## Biographie

### Sous l'Ancien Régime
Le 10 mars 1767, il s'engage au régiment de Perche-Infanterie, au sein duquel il participe à la campagne de Corse de 1769. Il est nommé caporal le 17 juin 1773 et sergent le 1er novembre suivant. En 1782 et 1783, lors de la guerre d'indépendance des États-Unis, il sert sur mer et il obtient le grade de sergent-major le 1er janvier 1788, puis celui d'adjudant-sous-officier le 14 août de la même année.

### Révolution française
Sous-lieutenant le 15 septembre 1791, lieutenant le 16 décembre, il obtient son brevet de capitaine le 1er mai 1792. Il fait les premières campagnes de la Révolution au sein de l'armée du Centre puis de l'armée de la Moselle. Au sein de l'armée de Sambre-et-Meuse, où il fait les campagnes de l'an II à l'an V, il obtient le grade de chef de bataillon le 13 mai 1794 à la 59e demi-brigade de ligne, puis le grade de chef de brigade le 30 juin 1796. Il commande la 102e demi-brigade de ligne avec laquelle il passe à l'armée du Danube puis à l'armée d'Helvétie en l'an VIII. Il est fait prisonnier lors du combat de Muttenthal le 1er octobre 1799, mais est libéré dès le 25 juillet 1800.
Passé à l'armée d'Italie, il est gravement blessé de trois éclats d'obus aux deux cuisses et à la tête, au passage du Mincio le 26 décembre 1800.

### Premier Empire
Il est fait chevalier de la Légion d'honneur le 11 décembre 1803 puis officier de cet ordre le 14 juin 1804. Il est promu général de brigade le 1er février 1805, et le 19 mai 1805, l'Empereur lui confie le commandement du département du Tarn. Le 11 septembre 1805, il est envoyé à l'armée d'Italie, où il commande une brigade, composée des 1er régiment léger d'infanterie et du 42e régiment d'infanterie de ligne, au sein de la division Souham. Remplacé le 15 novembre 1807, par le général Verger, il passe à l'armée de Naples puis à l'armée de Dalmatie et commande Zara jusqu'au 30 septembre 1809. 
Rentré en France le 23 janvier 1811, il passe à la 7e division militaire (Grenoble) et il est créé baron de l'Empire le 27 décembre 1811. Le 22 mai 1812, il commande la 12e brigade de la garde nationale. 
Appelé en Allemagne le 22 juillet 1812, il prend le commandement d'une brigade de la 32e division (Durutte) du XIe corps de la Grande Armée lors de la campagne de Russie. Il est autorisé le 3 mars 1813 à rentrer en France afin de rétablir sa santé et, le 5 mai suivant, il prend le commandement du département de la Vendée.
Il est admis à la retraite le 7 août 1814, mais il se rallie à Napoléon aux Cent-Jours dès son passage à Lyon. Commandant le département de la Somme le 6 juin 1815, il est réadmis à la retraite le 3 août 1815.
Il meurt à Paris le 16 avril 1817.

## Dotation
- Le 30 juin 1811, donataire d’une rente de 2 000 francs sur les biens réservés à Erfurt.

## Armoiries
| Figure | Nom du baron et blasonnement |
| ------ | --- |
|        | Armes du baron François Jalras et de l'Empire, lettres patentes du 27 décembre 1811, officier de la Légion d'honneur Écartelé au premier et quatrième d'or à la bande de gueules chargée de deux étoiles d'argent au deuxième des barons tirés de l'armée, au troisième d'argent à six chevrons alaisés l'un sur l'autre d'azur. Livrées : les couleurs de l'écu . |

## Sources
- A. Lievyns, Jean Maurice Verdot, Pierre Bégat, Fastes de la Légion-d'honneur, biographie de tous les décorés accompagnée de l'histoire législative et réglementaire de l'ordre, Tome 3, Bureau de l’administration, 1842, 529 p. (lire en ligne), p. 282.
- « Cote LH/1350/8 », base Léonore, ministère français de la Culture
- Vicomte Révérend, Armorial du premier empire, tome 2, Honoré Champion, libraire, Paris, 1897, p. 338.
- « La noblesse d’Empire » (consulté le 18 février 2016)